# Harry's Law
Harry's Law es una serie de televisión estadounidense de comedia legal dramática  creada por David E. Kelley. que se estrenó el 17 de enero de 2011.
El 12 de mayo de 2011, el show de NBC fue renovado por una segunda temporada, que se estrenó el miércoles 21 de septiembre de 2011. NBC ordenó 6 capítulos adicionales para la segunda temporada el 11 de octubre de 2011.